# Nadie en especial
Nadie en Especial es el primer álbum de estudio y álbum debut de la banda mexicana vanguardista de rock: Chac Mool. El estilo es claramente propio con incorporaciones de muchos elementos.
El grupo logró posicionarse en el gusto del público con este álbum, que logró buenas ventas y que a la fecha es considerado un clásico. El genio de cada uno de los integrantes del grupo, en especial de Jorge Reyes se ve reflejado en este material.

## Lista de canciones
Todas las canciones escritas y compuestas por Jorge Reyes, Armando Suárez y Carlos Alvarado. 
| Nadie en Especial |                                    |          |  |
| N.º               | Título                             | Duración |  |
| 1.                | «Un Mundo Feliz»                   | 06:57    |  |
| 2.                | «El Visitante»                     | 03:47    |  |
| 3.                | «Aymara»                           | 06:54    |  |
| 4.                | «Nadie en Especial»                | 04:40    |  |
| 5.                | «Salamandra»                       | 07:43    |  |
| 6.                | «El Día que Murió el Rey Camaleón» | 07:29    |  |
| 7.                | «Bienvenidos al Fin del Mundo»     | 06:09    |  |
| 43:47             |                                    |          |  |

Notas
- Los sencillos 1, 4, 5, 6 y 7 fueron compuestos por Jorge Reyes
- Los sencillos y composiciones 1, 2, 4, 5, 6 y 7 fueron realizados por Jorge Reyes y Armando Suárez
- El sencillo 3 fue compuesto y escrito por Carlos Alvarado

## Personal
Todas las letras fueron escritas por Jorge Reyes y todas las composiciones fueron realizados por todos los miembros del grupo durante su formación y realización del álbum:
- Jorge Reyes - guitarra, flauta
- Mauricio Bieletto - vocal de apoyo, chelo
- Carlos Alvarado - teclados
- Armando Suárez - bajo
- Carlos Castro - batería, percusión

### Personal adicional
- José Javier Nava - productor, productor ejecutivo
- Paco Rosas - productor, ingeniero de sonido
- Aaron Cohen - fotografía, diseño de portada del álbum